# Ilinyi-patak
Az Ilinyi-patak a Cserhátban ered, Iliny településtől délre, Nógrád vármegyében, mintegy 180 méteres tengerszint feletti magasságban. A patak forrásától kezdve északi irányban halad, majd Csitár délnyugati részénél éri el a Csitári-patakot.

## Mellékvízei
- Keselyő-patak

## Part menti települések
- Iliny
- Csitár